# Inure (álbum de Low Roar)
Inure es el cuarto extended play del proyecto musical Low Roar. Lanzado en 2020 por Tonequake Records.

## Producción
Este nuevo álbum fue compuesto por Ryan Karazija durante la cuarentena por coronavirus, grabado con un micrófono y una computadora en su departamento en Varsovia, capital de Polonia, de forma similar a la grabación del primer álbum Low Roar en 2011. Tuvo la colaboración de la artista sueca Emma Lindström, y el productor Andrew Scheps.

## Lista de canciones
| N.º | Título                                 | Duración |  |
| 1.  | «Time & Space»                         | 5:01     |  |
| 2.  | «A Way Out»                            | 2:33     |  |
| 3.  | «Do You Miss Me?» (ft: Emma Lindström) | 3:00     |  |
| 4.  | «The Shepherd»                         | 4:53     |  |